# ウィリアム・エッカート

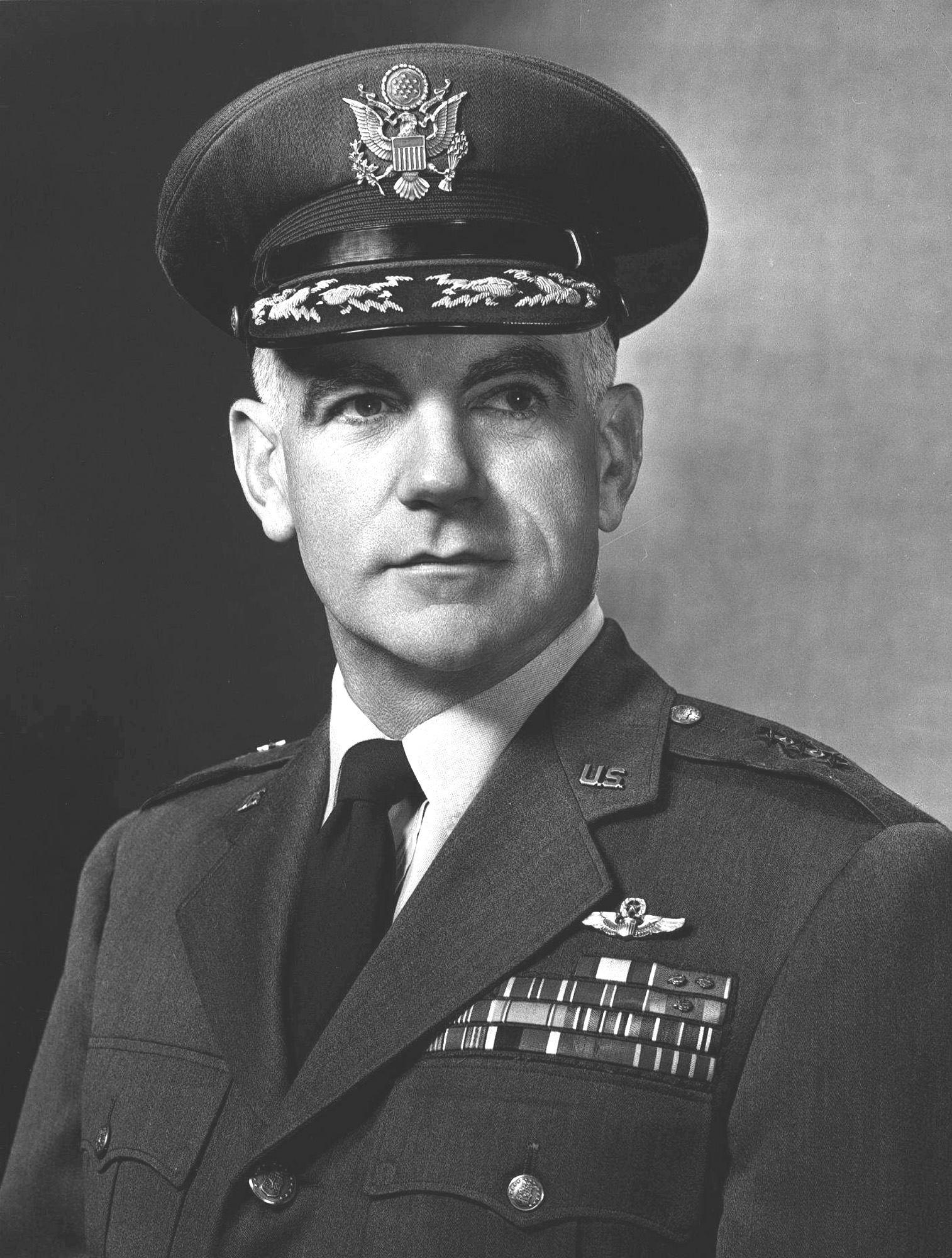
ウィリアム・エッカート

ウィリアム・エッカート（William Dole Eckert、1909年1月20日 - 1971年4月16日）は、MLBの元第4代目のコミッショナー（在任1965年11月17日ー1968年11月20日）、元アメリカ空軍の中将。1965年から1968年までコミッショナーを務めた。
前任のコミッショナーのフォード・フリックの後任として、球界（というよりはオーナーたち）は当時全く無名だったエッカートを選んだ。当時のあるニューヨークのコラムニストは「My God,they'er elected the unknown soldier」（神よ、彼らは無名の兵士を選んだ）と嘆いた。当時オーナー達は従属性を重視して、球界とゆかりもなく、また一切その名が知られていないエッカートを選んだといわれる。
在任中の1968年、マーティン・ルーサー・キング・ジュニアと上院議員のロバート・ケネディが暗殺されるという事件がおきた。アメリカ球界はこのとき試合の中止を行わず、そのかどでエッカートは大きな非難を浴びた。結局1968年限りで辞任した。